# Mil Mi-14
O Mil Mi-14 (em russo:  Миль Ми-14, Designações da OTAN: Haze) é um helicóptero anfíbio de transporte, com capacidades anti-submarinas, desenvolvido pela União Soviética na década de 1970. Ele foi construído a partir do design do Mi-8.

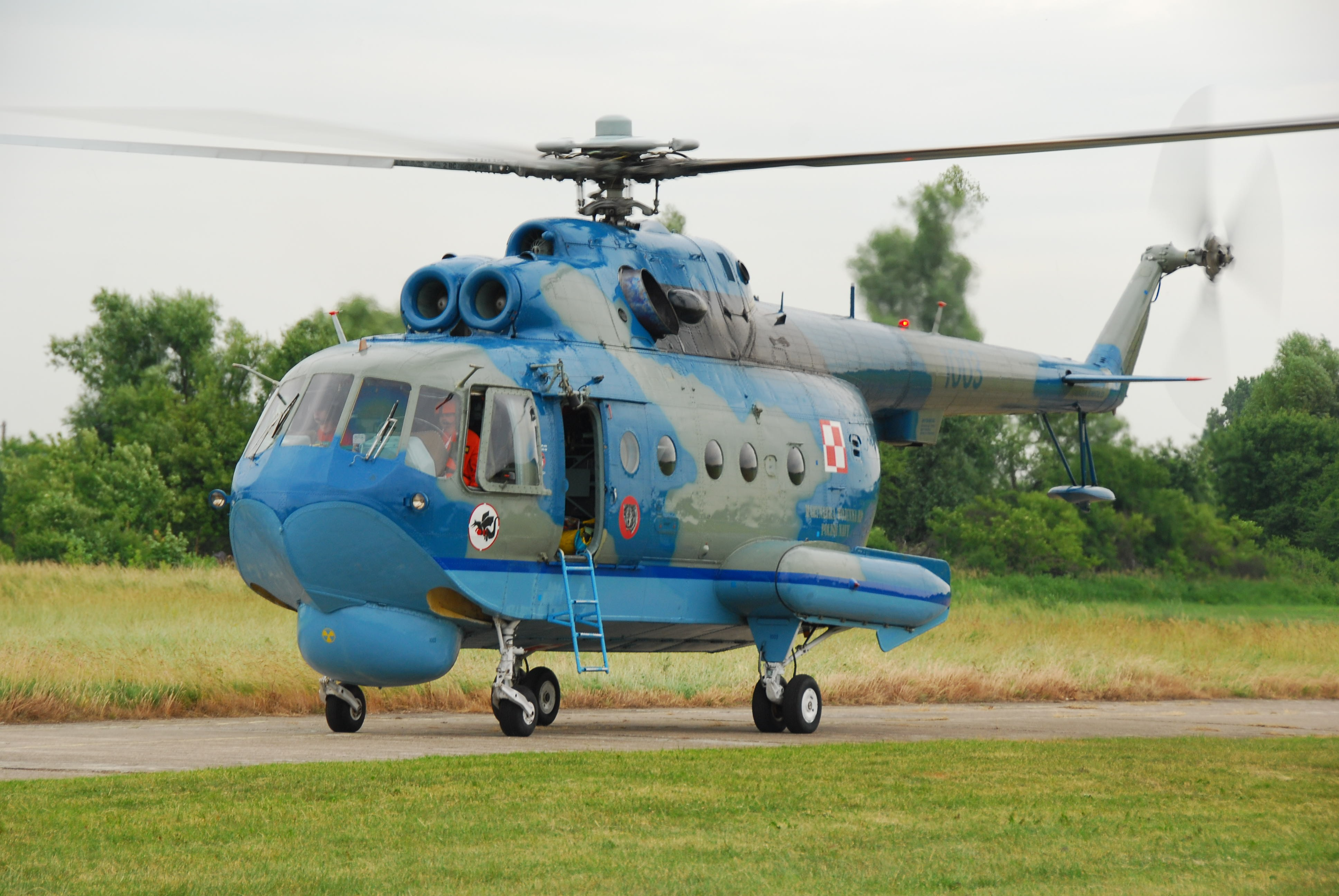
Um Mi-14 polonês.
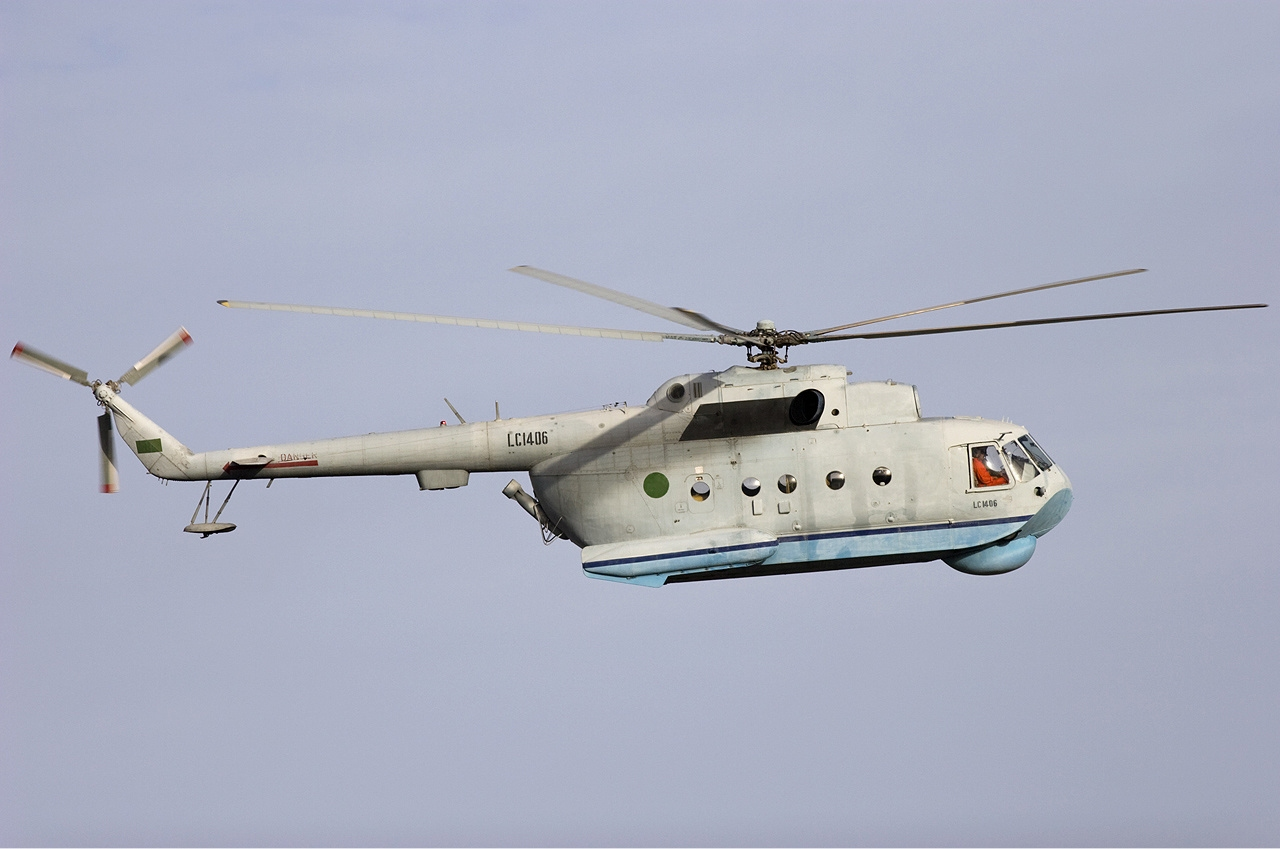
Um antigo Mil Mi-14PL da Força Aérea Líbia.